# Sarandi (Rio Grande do Sul)
Sarandi é um município brasileiro do estado do Rio Grande do Sul. 

## Educação
Em 2004 foi instalado na cidade um campus da Universidade de Passo Fundo. Possui também Campus do CESURG (Centro de Ensino Superior Riograndense).
A taxa de escolarização de 6 a 14 anos de idade, segundo dados do IBGE de 2010, era de 98,2%.